# ロジャー・ウォールデン
ロジャー・ウォールデン（Roger Walden, 生年不明 - 1406年1月6日）は、イングランドの大蔵卿、またカンタベリー大司教を務めた。

## 来歴
彼の生まれや若い頃についてはほとんど知られていない。ジャージー島に住んだことが知られている。その後、ヨークシャー、レスターシャーに移り、1387年にウィンチェスターの助祭長になる。彼の時代は、まだ世俗（王権）と宗教界が密接に関係していた時代であり、同年にウォールデンはカレーの大蔵長官に任命される。
1395年にリチャード2世の下でイングランドの大蔵卿に任命される。1397年、追放されたトマス・アランデルに替わってカンタベリー大司教になる。しかし、1～2年の内にヘンリー2世の治世になると、1399年アランデルが大司教に返り咲き、禁固処分の後、世間から身を引いた。
1405年、アランデルの計らいでロンドン司教に選ばれ、1406年1月6日にハートフォードシャーの小村で死亡。